# Tachuda pachydexius
Tachuda pachydexius är en fjärilsart som beskrevs av Forbes 1939. Tachuda pachydexius ingår i släktet Tachuda och familjen tandspinnare. Inga underarter finns listade i Catalogue of Life.